# Gianfranco Giagni
Gianfranco Giagni (* 28. Juni 1952 in Rom) ist ein italienischer Filmregisseur.

## Leben
Giagni drehte ab Ende der 1970er Jahre – erste Erfahrungen als Regieassistent bei Film und Fernsehen lagen bereits hinter ihm – zahlreiche Videoclips für Künstler und Gruppen wie Loredana Bertè, Fabio Concato, Madness oder Miguel Bosé. Als Dokumentarist fertigte er den interessanten Rosabella, la storia italiana di Orson Welles, der bei den Filmfestspielen von Venedig gezeigt wurde. Mit Luca Ranconi inszenierte Giagni eine Fernseh-Version der Monteverdi-Oper Orfeo. 1987 legte er sein Kinodebüt vor, den Horrorfilm Il nido del ragno. Nach Arbeiten für das Fernsehen entstand 2001 Nella terra di nessuno. Questa notte è ancora nostra erschien 2008 nach einem Drehbuch Giagnis.
Immer wieder legte Giagni interessante Dokumentarfilme vor, die auf zahlreichen Festivals gezeigt wurden.

## Filmografie (Auswahl)
- 1987: Spider Labyrinth (Il nido del ragno)
- 1996: Donna
- 2007: Dressing the Cinema: Sartoria Tirelli (Dokumentarfilm)